# Stipa thurberiana
Stipa thurberiana là một loài thực vật có hoa trong họ Hòa thảo. Loài này được Piper miêu tả khoa học đầu tiên năm 1900.